# 1928 في نيوزيلندا
فيما يلي قوائم الأحداث التي وقعت خلال عام 1928 في نيوزيلندا.

## سياسة

### انتهاء فترة المنصب
- 1 يناير – جون ماسون عضو مجلس النواب النيوزيلندي ‏.
- 1 يناير – جيمس ماكول ديكسون عضو مجلس النواب النيوزيلندي ‏.

## رياضة
- 1 يناير – كأس نيوزيلندا 1928 الفائز نادي بيتون [الإنجليزية]‏.

## مواليد

### يناير
- 1 يناير – بوب جوسلين ملاكم نيوزيلندي.
- 1 يناير – جاك غاريك

### فبراير
- 17 فبراير – لاري سافاج لاعب رغبي نيوزيلندي.
- 26 فبراير – دوغلاس سانت جون لاعب كركيت نيوزيلندي.
- 27 فبراير – إيفون كارتير

### مارس
- 23 مارس – ألان هابارد

### أبريل
- 5 أبريل – ديفيد فاركوهار ملحن نيوزيلندي.
- 6 أبريل – إيفان أرمسترونغ
- 11 أبريل – جيمس جيل لاعب كريكت نيوزلندي.

### مايو
- 1 مايو – تيم فرنسيس دبلوماسي نيوزيلندي.
- 6 مايو – هيذر روبسون لاعبة كرة ريشة نيوزيلندية.

### سبتمبر
- 4 سبتمبر – كيري أشبي[1]
- 18 سبتمبر – آرثر بيري لاعب كريكت نيوزلندي.
- 18 سبتمبر – باسل مالكوم آرثر سياسي نيوزيلندي.
- 19 سبتمبر – كيفن ستيوارت
- 25 سبتمبر – جورج هوسكينز رياضي نيوزيلندي.
- 28 سبتمبر – باري ألان
- 30 سبتمبر – أوين دولان كهنوت نيوزيلندي.

### أكتوبر
- 17 أكتوبر – دوغ ريد لاعب كريكت نيوزلندي.
- 23 أكتوبر – بروس كينت درّاج طريق نيوزيلندي.

### نوفمبر
- 4 نوفمبر – روس ليزلي ألين سياسي نيوزيلندي.
- 30 نوفمبر – بريان بارتلي مهندس نيوزيلندي.

### ديسمبر
- 9 ديسمبر – جيم كيلي لاعب كريكت نيوزلندي.
- 10 ديسمبر – جون باري لاعب كرة مضرب نيوزيلندي.

## وفيات

### يناير
- 1 يناير – ماري ألكورن (مواليد 1866)

### مارس
- 21 مارس – ويليام روبنسون (مواليد 1863) لاعب كريكت نيوزلندي.

### أبريل
- 4 أبريل – نورمان وليامز (مواليد 1864)
- 13 أبريل – ويليام هاردام (مواليد 1876) لاعب اتحاد رغبي نيوزيلندي.

### مايو
- 1 مايو – نيد هيوز (مواليد 1881) لاعب رغبي نيوزيلندي.

### أكتوبر
- 27 أكتوبر – جيمس غاردينر (مواليد 1861) سياسي أسترالي.

### نوفمبر
- 18 نوفمبر – هارولد وليامز (مواليد 1876)[2]